# Індустріальний парк «Мостиський сухий порт»
Індустріа́льний парк «Мости́ський сухи́й порт» — індустріальний парк в Яворівському районі Львівської області, заснований у 2021 році. Загальна площа — 34,51 га. В межах парку очікується створення від 250 до 1100 нових робочих місць. Парк має стати великим логістичним хабом для розвантаження, перевантаження та зберігання товарів з України та країн Азії, які мають перевозити залізницею як в країни Євросоюзу, так й у зворотному напрямку.

## Історія
2 серпня 2021 року індустріальний парк включили до Реєстру індустріальних (промислових) парків України. Ініціатором його створення виступила Мостиська міська рада.
Керуючою компанією парку є ТОВ «Мостиський ХАБ».
Заявлений термін функціонування парку — 30 років.

## Зонування і розташування
Індустріальний парк розташований у Яворівському районі Львівської області, поблизу залізничної станції Мостиська I, між містом Мостиська та селом Волиця. Парк займає територію площею 34,51 га. Земельна ділянка підходить до станції.
На території парку 13,3 га відведено під будівництво логістичного комплексу; 2 га — під стоянку для транспорту; 4,3 га — під виробничі будівлі; 6,35 га — під елеватор для зерна. Решта території відведена під адміністративні та допоміжні споруди. Приблизна вартість будівництва парку — 32,11 млн гривень.
Парк передбачає залучення переробних підприємств різних галузей:
- меблів
- машинобудування
- логістики
- сервісного обслуговування, тощо[3]

Станом на квітень 2023 року вже були попередні домовленості про зобов'язання увійти в індустріальний парк із імпортером нафтопродуктів — він будуватиме резервуари для перевантаження нафтопродуктів; а також — із агрохолдингом, що займатиметься експортом агропродукції — він будуватиме силоси для зберігання.

## Мета створення
Індустріальний парк «Мостиський сухий порт» створили на засадах державно-приватного партнерства (ДПП) з метою сприяння вирішенню наступних завдань:
- релокація підприємств з лінії фронту, зі східних та південних областей України, орієнтованих на експорт до ЄС[5]
- створення нових виробництв і активізація інвестиційної діяльності (плановий обсяг залучених інвестицій при реалізації об’єкту — 1-3 мільйони доларів[3]; прогнозований обсяг реалізованої промислової продукції — станом на 2023 рік — становитиме 862,1 мільйонів гривень[3])
- створення нових робочих місць (від 250 до 1100[2][3])
- забезпечення економічного розвитку Львівської області (парк дасть змогу збільшити об'єм виробництва в області приблизно на 20%[3])
- підвищення конкурентоспроможності регіону
- розвиток сучасної виробничої та ринкової інфраструктури